# Beatriz Corrales
Beatriz Corrales (Leganés, Madrid, España, nacida el 3 de diciembre de 1992) es una jugadora de bádminton española. Fue campeona de España en 2016 en Santander.
Participó en el Campeonato Mundial de Bádminton de 2015 de Yakarta, Indonesia quedando eliminada en primera ronda.

## Palmarés

### Juegos Europeos
Individual femenino
| Año  | Sede                               | Adversaria | Puntuación          | Resultado |
| ---- | ---------------------------------- | ---------- | ------------------- | --------- |
| 2015 | Baku Sports Hall, Bakú, Azerbaiyán | Lianne Tan | 21–16, 19–21, 13–21 | Bronce    |

### Juegos Mediterráneos
Individual femenino
| Año  | Sede                                  | Adversaria     | Puntuación   | Resultado |
| ---- | ------------------------------------- | -------------- | ------------ | --------- |
| 2018 | El Morell Pavilion, Tarragona, España | Neslihan Yiğit | 19–21, 21–23 | Plata     |

### Campeonato de Europa Junior
Individual femenino
| Año  | Sede                                     | Adversaria     | Puntuación   | Resultado |
| ---- | ---------------------------------------- | -------------- | ------------ | --------- |
| 2011 | Vantaan Energia Arena, Vantaa, Finlandia | Carolina Marín | 14–21, 21–23 | Plata     |

### BWF Grand Prix
El BWF Grand Prix tiene dos niveles: Grand Prix Gold y Grand Prix. Es una serie de torneos de bádminton, autorizados por la Federación Mundial de Bádminton (BWF) desde 2007.
Individual femenino
| Año  | Sede          | Adversaria   | Puntuación  | Resultado   |
| ---- | ------------- | ------------ | ----------- | ----------- |
| 2016 | Brasil Open   | Airi Mikkelä | 21–7, 21–10 | Ganadora    |
| 2014 | Scottish Open | Sayaka Sato  | 18–21, 9–21 | Subcampeona |

### BWF International Challenge/Series
Individual femenino
| Año  | Torneo                                      | Adversaria             | Puntuación          | Resultado   |
| ---- | ------------------------------------------- | ---------------------- | ------------------- | ----------- |
| 2017 | Belgian International                       | Qi Xuefei              | Walkover            | Ganadora    |
| 2016 | Welsh International                         | Sung Shou-yun          | 21–16, 7–21, 21–19  | Ganadora    |
| 2016 | Torneo Internacional de España de bádminton | Ayumi Mine             | 17–21, 13–21        | Subcampeona |
| 2015 | Torneo Internacional de España de bádminton | Iris Wang              | 21–13, 14–21, 15–21 | Subcampeona |
| 2015 | Finnish Open                                | Febby Angguni          | 21–19, 21–12        | Ganadora    |
| 2015 | Swedish Masters                             | Kirsty Gilmour         | 18–21, 19–21        | Subcampeona |
| 2014 | Italian International                       | Sashina Vignes Waran   | 21–16, 17–21, 17–21 | Subcampeona |
| 2014 | Irish Open                                  | Line Kjaersfeldt       | 23–21, 21–13        | Ganadora    |
| 2014 | Welsh International                         | Linda Zechiri          | 10–21, 21–13, 21–13 | Ganadora    |
| 2014 | Bulgarian International                     | Maria Febe Kusumastuti | 23–25, 21–15, 21–12 | Ganadora    |
| 2014 | Orleans International                       | Sashina Vignes Waran   | 21–14, 21–13        | Ganadora    |
| 2013 | Irish Open                                  | Beiwen Zhang           | 9–21, 21–17, 10–21  | Subcampeona |
| 2013 | Welsh International                         | Beiwen Zhang           | 12–21, 15–21        | Subcampeona |
| 2013 | Bulgarian International                     | Petia Nedelcheva       | 21–19, 21–14        | Ganadora    |
| 2013 | Torneo Internacional de España de bádminton | Carolina Marín         | 21–19, 21–18        | Ganadora    |
| 2013 | Dutch International                         | Karin Schnaase         | 21–16, 21–18        | Ganadora    |
| 2013 | Finnish Open                                | Carolina Marín         | 10–21, 15–21        | Subcampeona |
| 2013 | French International                        | Olga Konon             | 21–18, 21–15        | Ganadora    |
| 2013 | Romanian International                      | Kim Na-young           | 15–21, 21–6, 21–15  | Ganadora    |
| 2012 | Torneo Internacional de España de bádminton | Salakjit Ponsana       | 11–21, 21–13, 14–21 | Subcampeona |
| 2012 | Portugal International                      | Linda Zechiri          | 21–15, 21–15        | Ganadora    |